# سند قابل للاسترداد
سند قابل للاسترداد  في الاقتصاد (بالإنجليزية:redeemable stock) هناك سندات تصدرها شركة لتحسين وضعها المالي وربما لزيادة استثماراتها ، وتكون تلك السندات  قابلة للاسترداد.  بمعنى أنه يخول للشركة أن تستعيدها عن طريق شرائها من أصحابها وذلك في الوقت الذي يناسب الشركة (كما يحق لصاحبها بيعها في أي وقت) . أي أن الشركة تصدر ذلك النوع من السندات  في وقت احتياجها للمال ، على أن تعطي المشتري ربحا سنويا عنها .  وتعود الشركة وتشتريها من أصحابها بعد تحسن وضعها المالى . عندئذ تشتريها من أصحابها بثمنها الأسمي.

## اقرأ أيضا
- سهم (اقتصاد)
- تخصيص الأموال
- حجم الأعمال (اقتصاد)